# 시민단체 함께세상
시민단체 함께세상은 저소득층 및 사회 소외계층 복지와 기부같은 약자복지, 남북평화와 공동번영을 위한 정책연구 및 개발 , 시민민주주의 발전을 위한 활동 및 정책연구 개발 등으로 사회 변화에 이바지한다 라는 목표를 가지고 활동하고 있는 시민사회단체이다.

## 주요 활동

### 함께동행국
- 사회,문화,복지 정책 개발
- 남북평화 캠페인 및 행사
- 새터민 자립지원사업
- 기타 문화사업

### 함께세상국
- 사회소외계층 복지 및 기부나눔
- 사회부조리 부정부패 감시
- 인권침해 예방 및 대책연구
- 사회노동자 보호
- 아동 및 가정폭력 예방대응
- 시민참여활동 기획 및 주최
- 장애인자립 및 취업복지

### 함께공존국
- 시민민주주의 발전을 위한 정책연구 등